# Szlavgorodi járás
A Szlavgorodi járás (oroszul Славгородский район) Oroszország egyik járása az Altaji határterületen. Székhelye Szlavgorod.

A Szlavgorodi járás az Altaji határterületen

## Népesség
- 2002-ben 12 157 lakosa volt.
- 2010-ben 10 154 lakosa volt.